# John Kerr, VII marchese di Lothian
John Kerr, VII marchese di Lothian (1º febbraio 1794 – 14 novembre 1841), è stato un politico scozzese.

## Biografia
Era il figlio maggiore di William Kerr, VI marchese di Lothian, e della sua prima moglie, Lady Harriet, figlia di John Hobart, II conte di Buckinghamshire.

## Carriera politica
Entrò nella Camera dei lord nel 1820 come uno dei due rappresentanti per Huntingdon, carica che ha mantenuto fino al 1824, quando successe al padre. Nel settembre 1841 prestò giurato per il Privy Council e nominato capitano del Yeomen of the Guard, incarico che mantenne fino alla sua morte prematura, nel novembre dello stesso anno. Ha lavorato anche come Lord luogotenente del Roxburghshire tra il 1824 e il 1841.

## Matrimonio
Sposò, il 19 luglio 1831 a Londra, Lady Cecil Chetwynd-Talbot, figlia di Charles Chetwynd-Talbot, II conte Talbot. Ebbero sette figli:
- William Kerr, VIII marchese di Lothian (1832-1870), sposò Lady Harriet Chetwynd-Talbot, non ebbero figli;
- Schomberg Kerr, IX marchese di Lothian (1833-1900);
- Lady Elizabeth Kerr (?-1866);
- Lady Alice Mary Kerr (?-1892), sposò Thomas Gaisford, ebbero due figli;
- Lord Ralph Drury Kerr (1837-1916), sposò Lady Anne Fitzalan-Howard, ebbero sei figli;
- Lord Talbot Walter Kerr (1839-1927), sposò Lady Annabel Cowper, ebbero sei figli;
- Lord John Montagu Hobart Kerr (1841-1855).

## Morte
Lord Lothian morì nel novembre del 1841. Dopo la sua morte, la marchesa si convertì al cattolicesimo con i suoi due figli più giovani, Lord Ralph Kerr e Lord Walter Kerr, e le figlie. La marchesa di Lothian morì nel maggio 1877, all'età di 69 anni.